# アクラ・ハーツ・オブ・オーク
アクラ・ハーツ・オブ・オーク（英: Accra Hearts of Oak Sporting Club）は、ガーナの首都アクラを本拠地とするサッカークラブチーム。通称ハーツ・オブ・オーク、またはハーツ。
最大のライバルはクマシのアサンテ・コトコSC。2000年にはトレブルを果たした。
ニャホ・ニャホ＝タマクローが取締役に名を連ねている。

## タイトル

### 国内タイトル
- リーグ: 21回
  - 1956, 1958, 1961-62, 1971, 1973, 1976, 1978, 1979, 1984, 1985, 1989-90, 1996-97, 1997-98, 1999, 2000, 2001, 2002, 2004-05, 2006-07, 2009, 2020-21

- カップ: 11回
  - 1973, 1974, 1979, 1981, 1989, 1990, 1993/94, 1995/96, 1999, 2000, 2021

### 国際タイトル
- CAFチャンピオンズリーグ: 1回
  - 2000

- CAFコンフェデレーションカップ: 1回
  - 2004

- CAFスーパーカップ: 1回
  - 2001

## 過去の成績
- 2005-2006: プレミアリーグ2位

## 歴代所属選手
- チャールズ・クミ・ジャムフィ 1956-1960
- ヤウ・プレコ 1991-1992
- オブス・ベンソン 1993-1994
- スティーヴン・アッピアー 1995-1997
- サミー・アジェイ 1997-2004, 2005, 2008-2013
- プリンス・タゴエ 2005
- アンソニー・アナン 2005-2007

## 歴代監督
- 八橋健一 2015-2016